# Rdesktop
rdesktop은 마이크로소프트의 원격 데스크톱 프로토콜(RDP)의 클라이언트 소프트웨어 구현체이다. rdesktop은 GNU 일반 공중 사용 허가서(GPL-3.0 이상)의 요건에 종속되는 자유-오픈 소스 소프트웨어이며 리눅스, BSD, 마이크로소프트 윈도우용으로 이용이 가능하다.
2013년 9월 기준으로 rdesktop은 RDP 5 프로토콜의 큰 부분 집합을 구현한다. 현대 버전의 윈도우의 원격 데스크톱 연결과는 달리 rdesktop은 윈도우 NT 4.0 터미널 서버 에디션과 윈도우 2000 서버에 사용되는 더 오래된 RDP 4.0 프로토콜도 여전히 지원한다.

## 같이 보기
- Xrdp